# Грефен
Грефен (нім. Greven) — місто в Німеччині, знаходиться в землі Північний Рейн-Вестфалія. Підпорядковується адміністративному округу Мюнстер. Входить до складу району Штайнфурт.
Площа — 140,15 км2. Населення становить 37 709 ос. (станом на 31 грудня 2020).

## Географії

### Сусідні міста та громади
Грефен межує з 8 містами / громадами:
- Альтенберге
- Нордвальде
- Емсдеттен
- Зербек
- Ладберген
- Остбеферн
- Тельгте
- Мюнстер

## Галерея

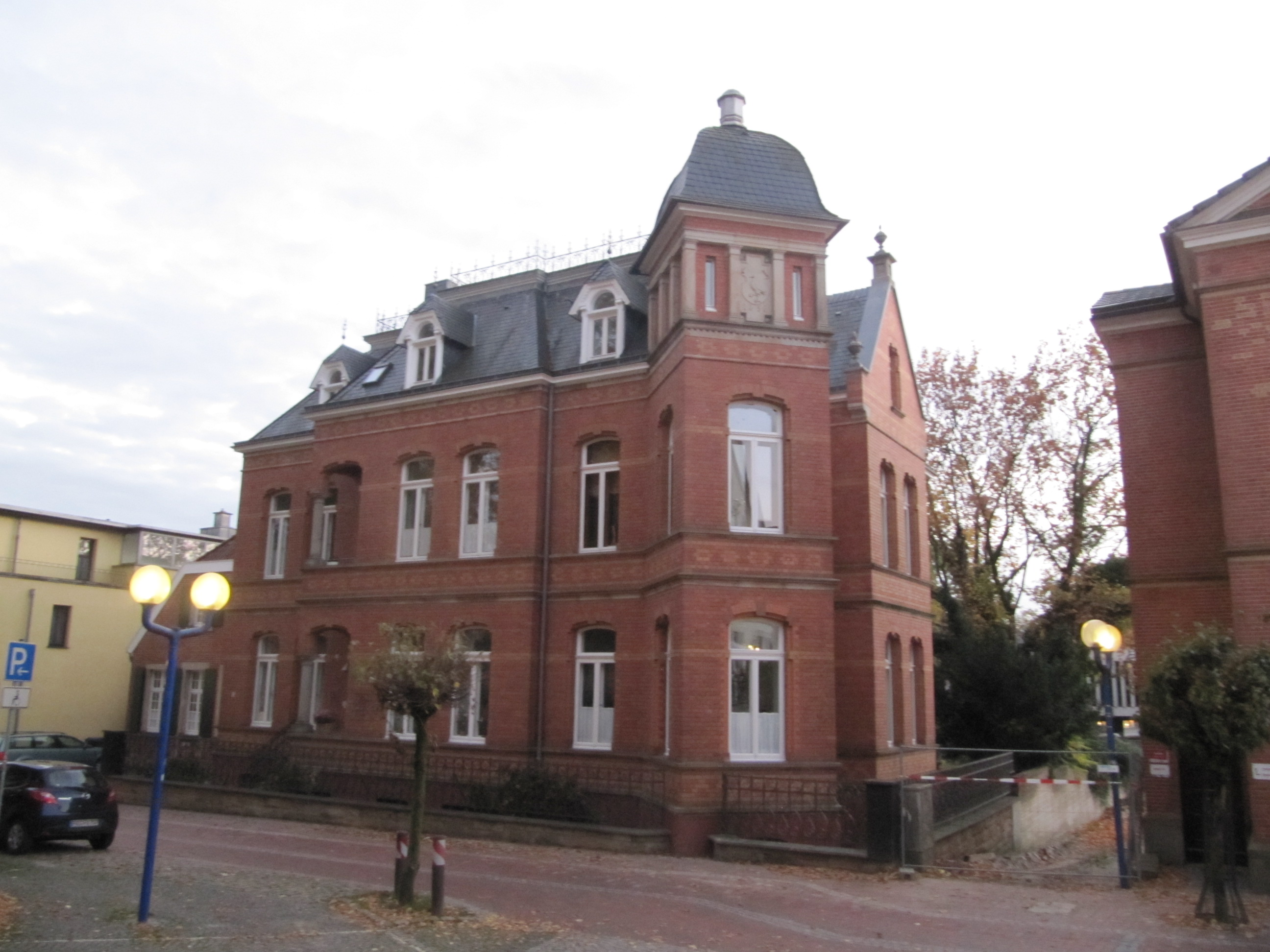
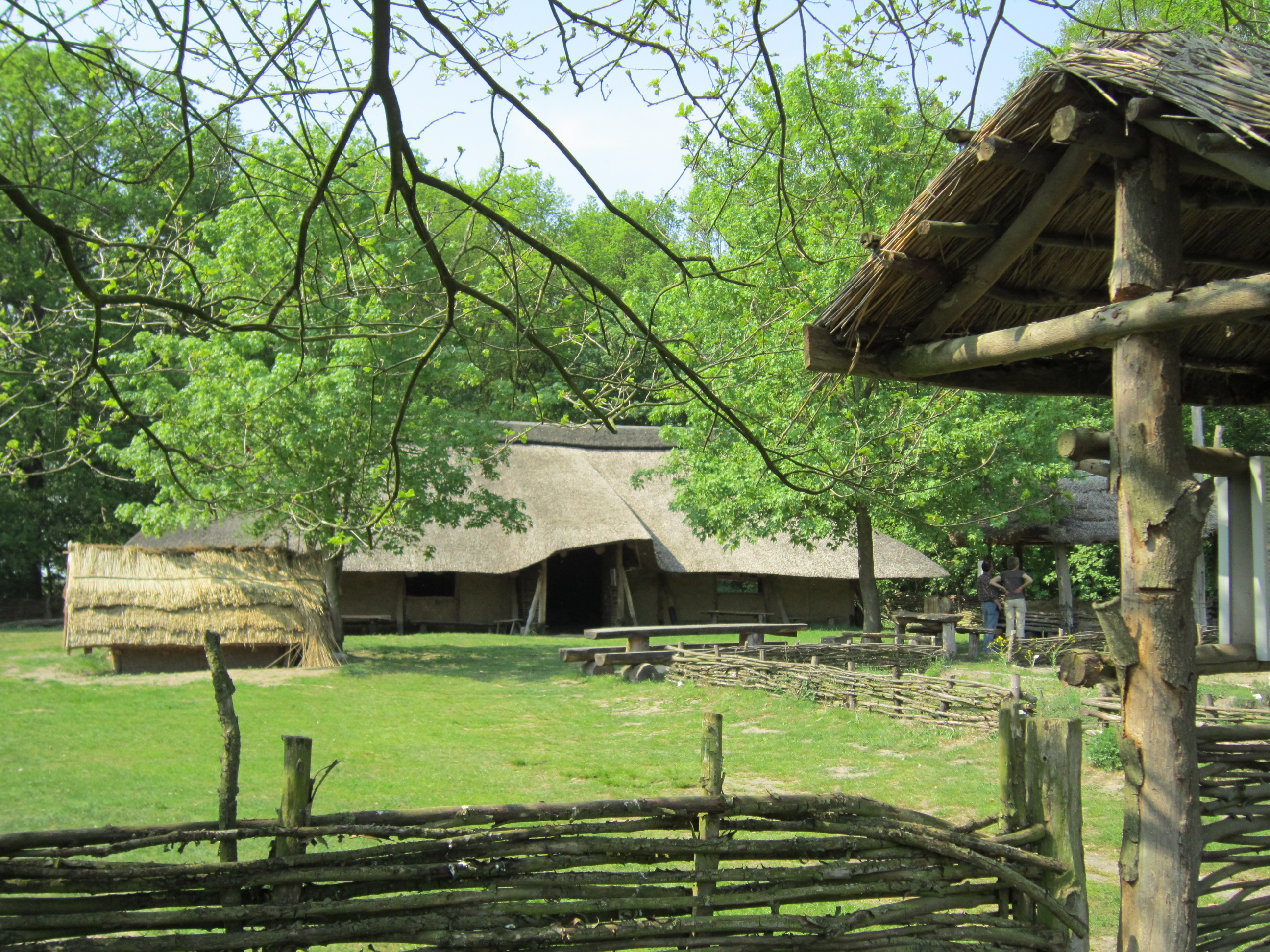
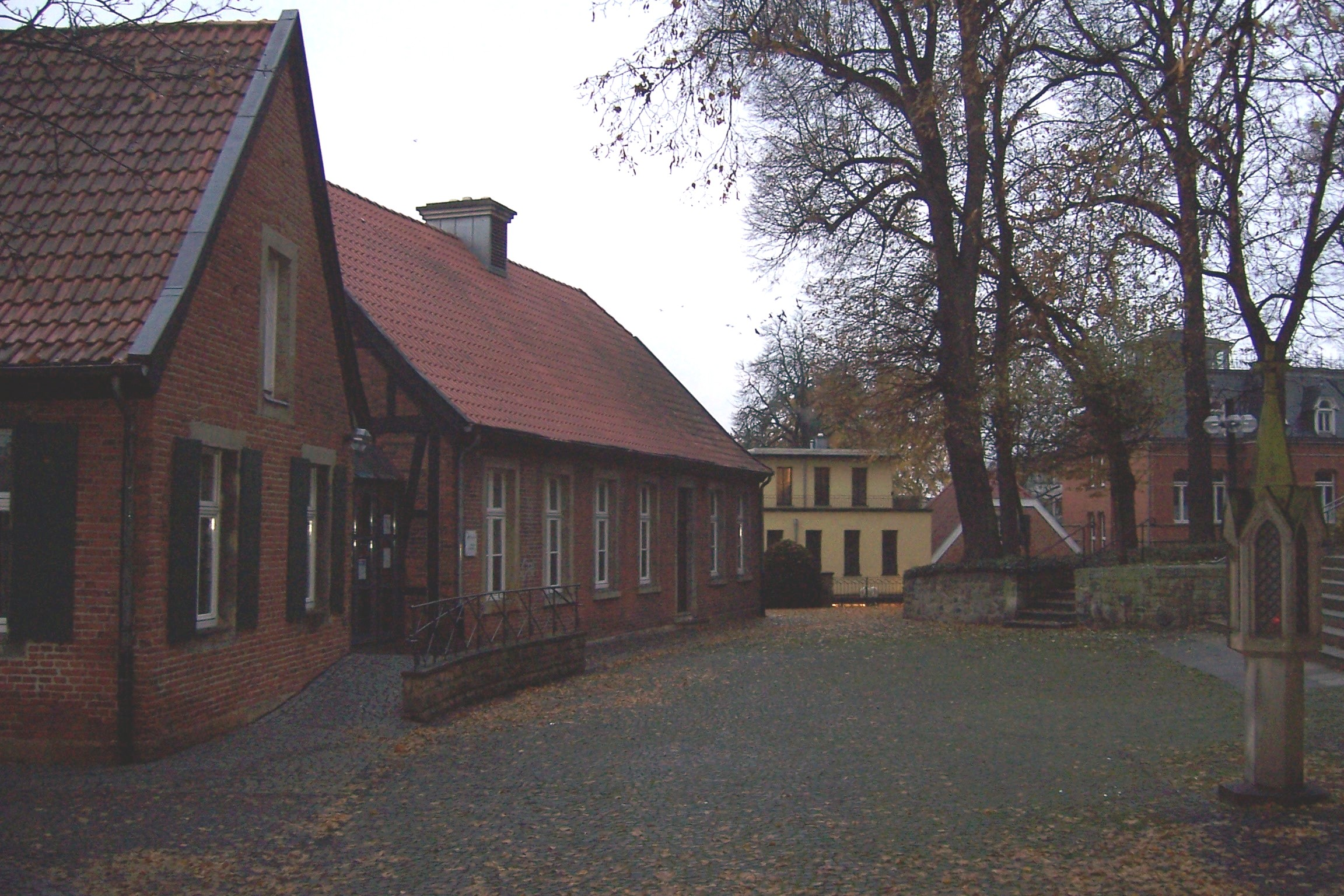
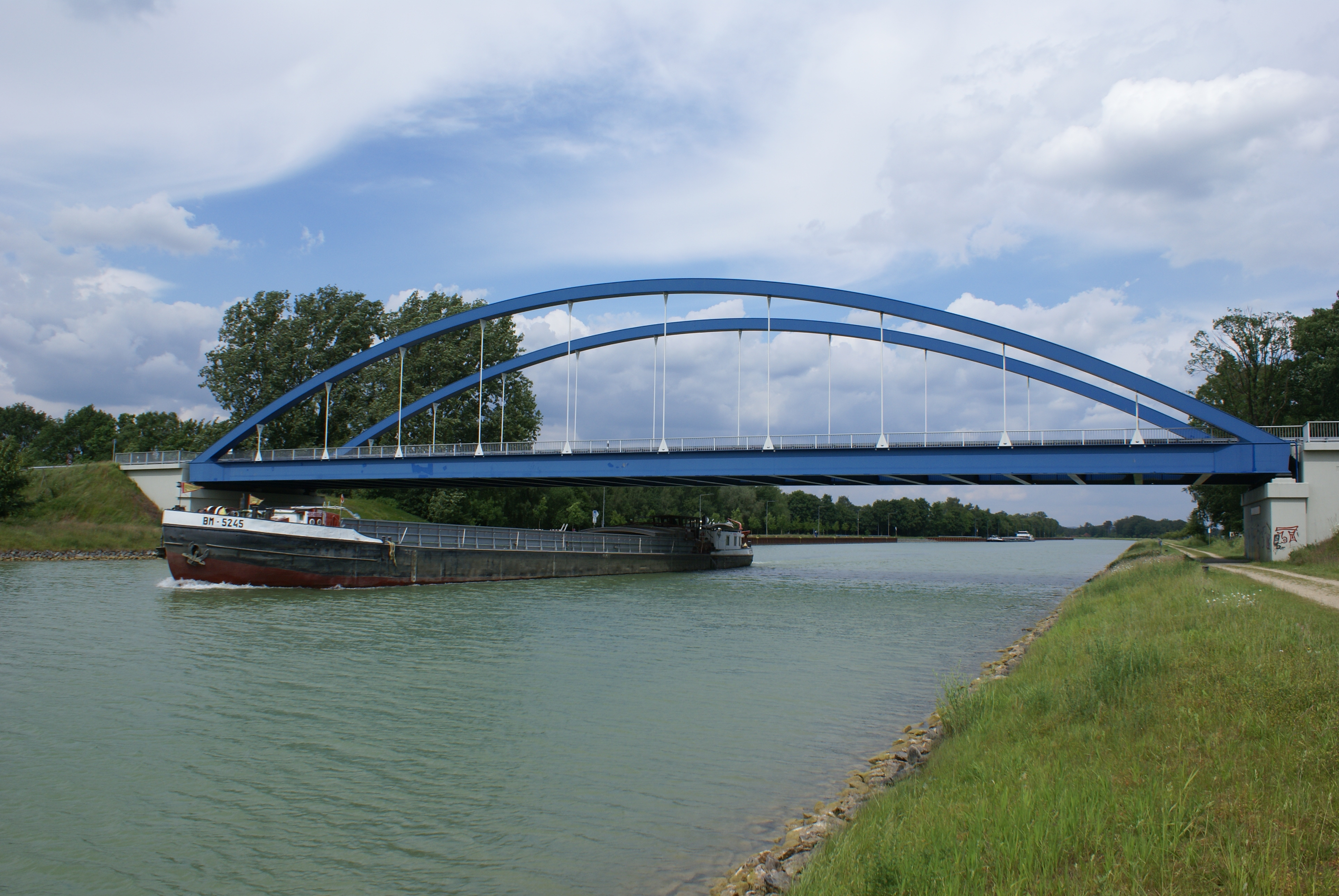
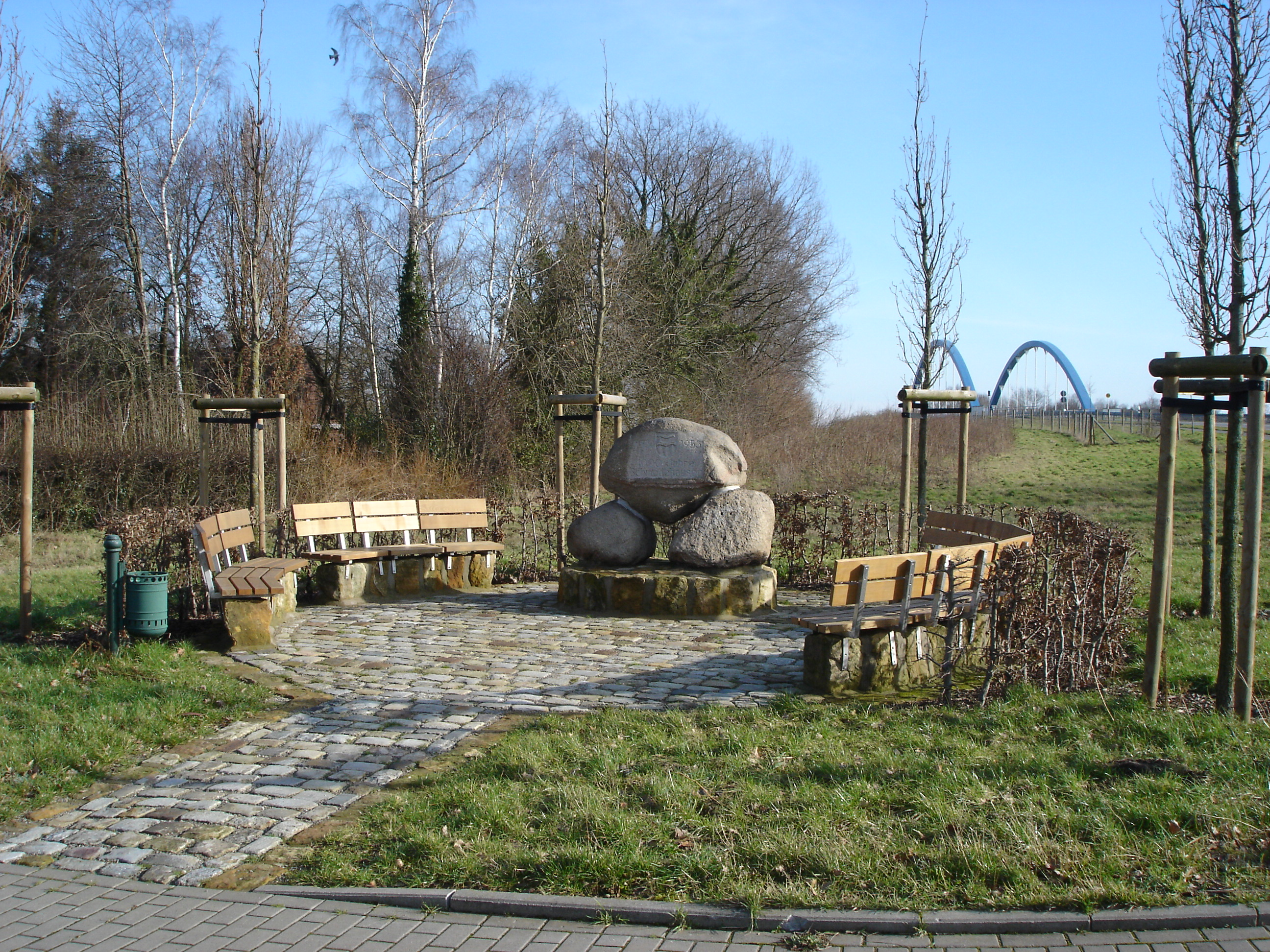
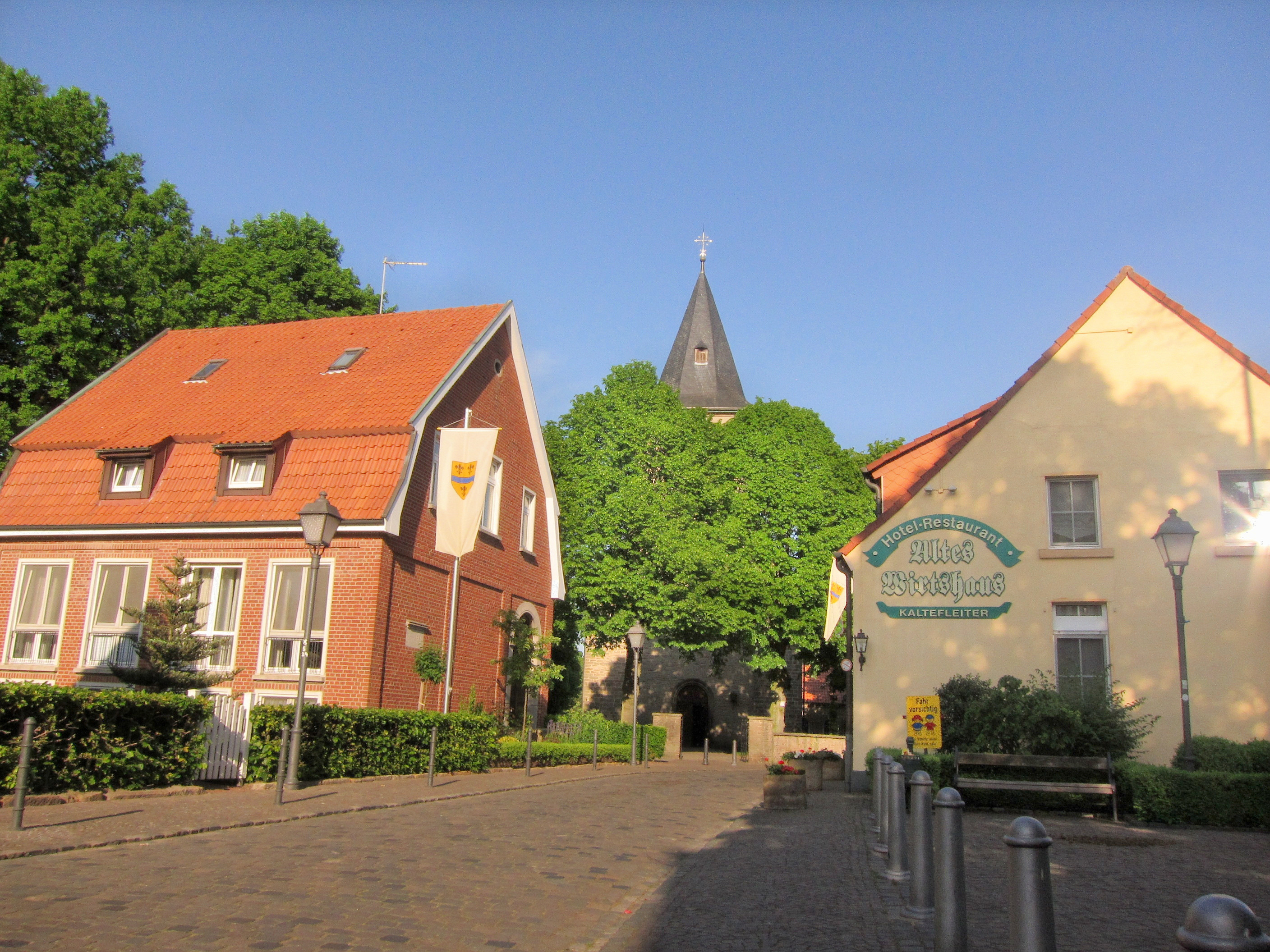

### Адміністративний поділ
Місто  складається з 4 районів:
- Грефен
- Реккенфельд
- Гімбте
- Шмедегаузен